# Tallgrass Interstate Gas Transmission
Tallgrass Interstate Gas Transmission — трубопровідна система для постачання продукції з ряду газопромислових районів до споживачів у центральних штатах США. До 2012 року носила назву Kinder Morgan Interstate Gas Transmission.
У складі системи можна виділити дві основні частини:
- північна гілка, що починається на південному сході Вайомінгу та прямує на схід майже через всю Небраску. У вихідному районі до неї подається продукція з басейнів Скелястих гір — Вайнд-Рівер, Паудер-Рівер, Денвер-Юлесбург (в останньому з початком «сланцевої революції» розробляється формація Ніобрара), зокрема, через газопереробні заводи Casper, Douglas та West Frenchie Draw;
- східні гілки, що прямують з газопромислового району на південному сході Канзасу (басейн Хьюготон) на північ та північний схід до Небраски, де з'єднуються численними перемичками з північною частиною системи.
Також можна згадати про перемичку до газового хабу Шаєнн (постачається через системи Wyoming Interstate Company та Colorado Interstate Gas), ще одне сполучення двох основних частин, створене через Юму на північному сході штату Колорадо, та лінію від Тескотт на півночі Канзасу до штату Міссурі. Остання раніше працювала у складі газопроводу Pony Express, який перепрофілювали на транспортування нафти. При цьому для забезпечення споживачів лінії від Тескотт власники Tallgrass Interstate Gas Transmission уклали контракт на оренду потужностей інших газопровідних систем Trailblazer Pipeline та Natural Gas Pipeline Company of America, що забезпечують транспортування в обхід перепрофільованої ділянки.
Загальна довжина трубопроводів системи станом на середину 2010-х років становила 4645 миль. Максимальна пропускна здатність досягає 9,7 млрд м3 на рік. В комплексі з системою працює підземне сховище газу Huntsman у Небрасці з активним об'ємом 0,43 млрд м3 та піковою видачею газу 5,9 млн м3 на добу.